# Gretna (Louisiana)
Gretna és una població dels Estats Units a l'estat de Louisiana. Segons el cens del 2000 tenia 17.423 habitants.

## Demografia
Segons el cens del 2000, Gretna tenia 17.423 habitants. La densitat de població era de 1.922 habitants/km².
Per edats la població es repartia de la següent manera: un 23,8% tenia menys de 18 anys, un 10,2% entre 18 i 24, un 30,6% entre 25 i 44, un 21,4% de 45 a 60 i un 14% 65 anys o més.
L'edat mediana era de 36 anys. Per cada 100 dones de 18 o més anys hi havia 98,3 homes.
La renda mediana per habitatge era de 28.065 $ i la renda mediana per família de 31.881 $. Els homes tenien una renda mediana de 28.259 $ mentre que les dones 21.019 $. La renda per capita de la població era de 15.735 $. Entorn del 20,8% de les famílies i el 24,2% de la població estaven per davall del llindar de pobresa.

## Poblacions més properes
El següent diagrama mostra les poblacions més properes.